# 胡安·裴隆
胡安·多明戈·裴隆（西班牙語：Juan Domingo Perón，西班牙語發音：[ˈxwan doˈmiŋɡo peˈɾon]；1895年10月8日—1974年7月1日），阿根廷軍人以及政治人物，曾三次担任过阿根廷總統（是阿根廷迄今為止任職時間第二長的总统，也是第一位由男女普选出来的总统）和一次事实上的副总统。他曾和妻子伊娃·裴隆創立正義黨並領導了裴隆主義運動。
他曾参与四三革命，结束了臭名昭著的十年。在与社会党和革命工团主义者建立联盟后，先后担任国家劳工局长、劳工和福利秘书处长、战争部长和阿根廷国家副总统。担任国家劳工局长和劳工秘书处长时，他采取了有利于劳动部门并使劳动法生效的措施，推动了集体谈判制度、农村劳工条例、劳工法庭和将退休制度延伸到商务雇员。这些措施获得了劳工运动的支持，和商业部门、高收入人群以及美国大使斯普鲁伊尔·布雷登的反对，这引发1945年后广泛的反庇隆主义运动。同年10月，一场内部政变迫使他辞职，随后逮捕，这引发在1945年10月17日一场要求释放庇隆的工人游行。那年，他与玛丽亚·伊娃·杜阿尔特结婚，后者在庇隆任总统期间发挥了重要的政治作用。
他在1946年选举中当选总统。过后，他整合了支持他的三个政党为统一革命党（Partido Único de la Revolución），后更名为庇隆主义党。在1949年宪法修正案之后，在1951年阿根廷总统选举中连任。除了继续推行有利于边缘人群的政策外，他的政府还实施了民族化和工业化政策路线，特别是在纺织业、冶金、國防工業、运输业和外貿事业。在美苏冷战的背景下，他选择第三位置。庇隆执政的最后一年，与天主教会发生冲突，加剧了庇隆主义者和反庇隆主义者之间的冲突，因此，政府加大了对反对派和反对派媒体的迫害力度。在反庇隆主义的民间和军事团体一系列的暴力行为，尤其是1955年五月广场大轰炸后，庇隆在1955年9月被推翻。
后续的独裁统治禁止了庇隆主义的参与，并废除了宪法修正案。庇隆在被推翻后，流亡至巴拉圭、巴拿马、尼加拉瓜、委内瑞拉、多米尼加共和国并定居在西班牙。庇隆自1952年丧偶，而在流亡期间，他与玛丽亚·埃斯特拉·马丁内斯结婚。流亡期间，阿根廷庇隆主义抵抗运动兴起，由各种工会、青年、学生、宗教、文化团体和游击队组成，目的是解除对庇隆的禁令以及让庇隆回归。
庇隆试图在1964年回国，但时任总统阿圖羅·翁貝托·伊利亞要求巴西的独裁政权逮捕并遣送回西班牙。庇隆最终在1972年回到阿根廷，并于1973年永久定居。尽管他被公敵宣告，但庇隆主义还是获得了1973年3月选举的胜利，开启了第三庇隆时期。但是庇隆主义抵抗运动内部存在着严重的政治冲突，并引发暴力冲突。在埃塞薩大屠殺后，庇隆给予党内“正统”部分广泛的支持，其中一部分创建了准军事化组织阿根廷反共聯盟（通称3A），暗杀和迫害“左派”庇隆主义和非庇隆主义武装分子。
埃克托尔·何塞·坎波拉在上任1月半后辞职并举行新选举。庇隆与其妻子参选1973年7月总统选举并胜选，后在同年10月上任。庇隆于1974年逝世，其妻子伊莎贝拉接任总统，後於1976年被推翻。但庇隆主义在未来继续存在并多次取得选举胜利。

## 家庭背景
胡安·多明戈·庇隆出生于19世纪末的洛沃斯（布宜诺斯艾利斯省）。由于其父母亲当时没有结婚（他们在后来结婚），所以庇隆是非婚生子女。
由于当时的文献资料不足和阿根廷社会的高度混血，胡安·多明戈·庇隆的家庭和种族背景，以及他的确切出生日期和地点，一直是历史争论的焦点。2000年，伊波利托·巴雷罗（Hipólito Barreiro）在一本名为《小胡安·索萨：改变历史的印第安人》中发表了他对庇隆出生和童年的研究，而在2010年和2011年，历史学家伊格纳西奥·克洛佩特（Ignacio Cloppet）发表了他自己关于胡安·庇隆和伊娃·杜阿尔特相关的家谱记录，在一些情况下可以追溯到数百年前。

### 父母和兄弟
庇隆的父亲是马里奥·托马斯·庇隆（Mario Tomás Perón，1867年－1928年），出生于布宜诺斯艾利斯省洛沃斯，曾任司法官员。他的母亲是胡安娜·萨尔瓦多拉·索萨（Juana Salvadora Sosa，1874年－1953年），出生于布宜诺斯艾利斯省洛沃斯的特韦尔切人。他们两人未婚生了三个孩子：
- 马里奥·阿维利诺·庇隆（1891年11月30日-1955年1月13日）[6]
- 胡安·多明戈·庇隆（1895年10月8日-1974年7月1日）
- 阿尔韦托·庇隆（1899年），夭折。

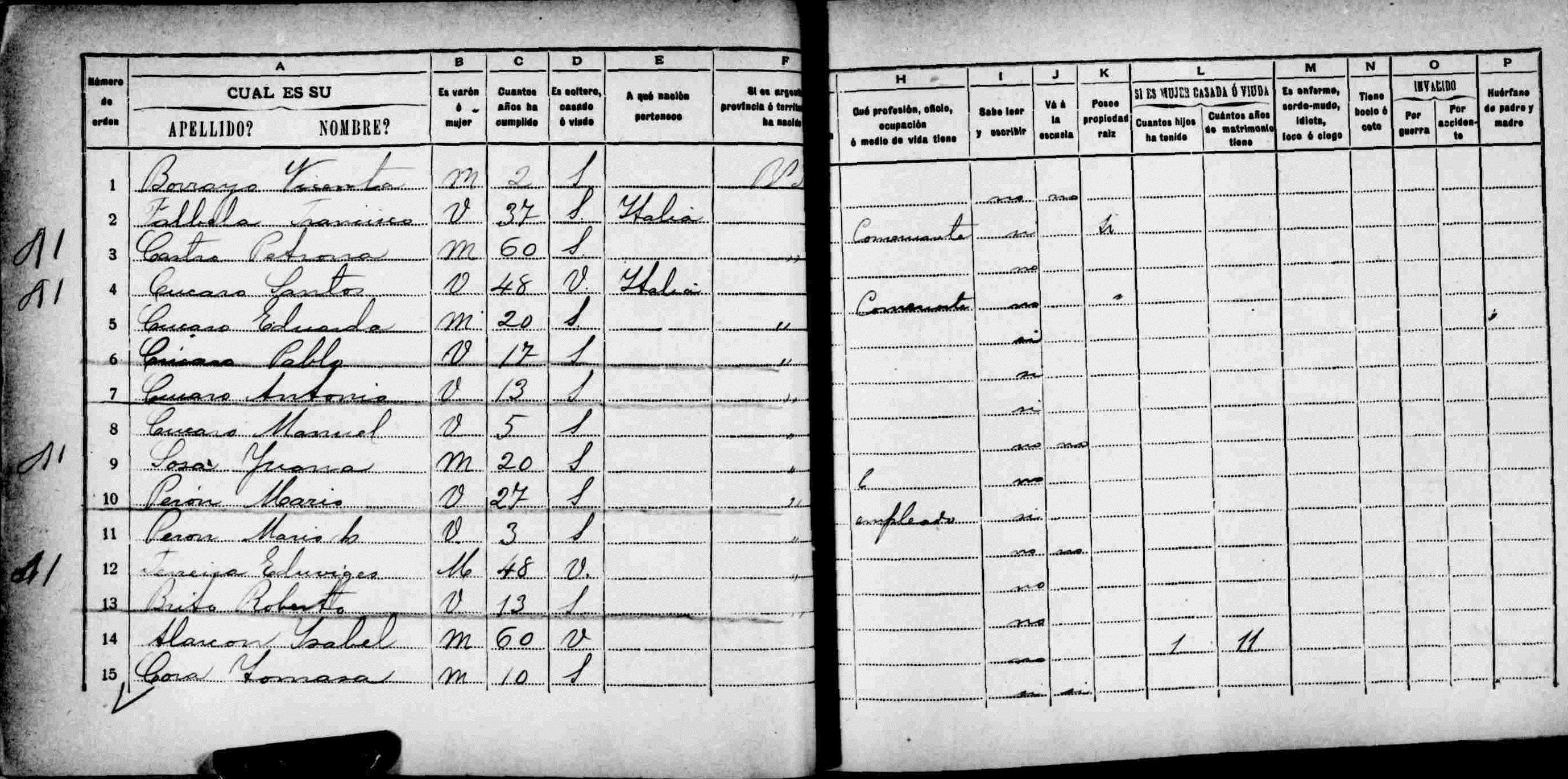
1895年5月10日星期日在洛沃斯 (布宜诺斯艾利斯)第一区（Cuartel 01，市区内）进行的1895年人口普查记录。在对开本的第九到第十一行出现了胡安·多明戈一家（胡安·多明戈·庇隆在同年五个月后出生）。从上到下分别是：
9. 胡安娜·索萨，女，20岁，单身，不识字。
10. 马里奥·庇隆，男，27岁，单身，识字。
11. 马里奥·A·庇隆，男，3岁，单身。

胡安·多明戈（Juan Domingo）于1895年10月8日在洛沃斯的民事登记处由他的父亲以这个名字登记，出生证明表明他是前一天出生的，是“声明人的非婚生子女”（hijo natural del declarante），但没有提及母亲的名字。1898年，他在天主教會受洗，但没有注明父亲的姓名，并登记为胡安·多明戈·索萨（Juan Domingo Sosa）。胡安·多明戈的父母于1901年9月25日在布宜诺斯艾利斯结婚。

### 祖父母
他的祖父是托马斯·利韦拉托·庇隆（1839年－1889年），出生于布宜诺斯艾利斯，曾是医生，也担任过省众议员，化学和法律医学教授、公共卫生委员会成员和布宜诺斯艾利斯大学自然物理学院的顾问。庇隆的祖母是多明加·杜蒂·贝尔古尼昂（Dominga Dutey Bergouignan，1844年－1930年），一位出生在派桑杜的乌拉圭人。
庇隆祖父的父母是出生于撒丁岛的热那亚人托马斯·马里奥·庇隆（Tomás Mario Perón），他在1831年来到阿根廷；和安妮·休斯·麦肯齐（Ana Hughes McKenzie，1815年－1877年），一名出生于伦敦的英国人。而他祖母的父母是让·迪泰（Jean Dutey）和比森塔·贝尔古伊尼昂（Vicenta Bergouignan），两位都是来自巴伊戈里的法国巴斯克人。

### 外祖父母
他的外祖父母是出生在布宜诺斯艾利斯省的瓦工胡安·伊雷内奥·索萨·马丁内斯（Juan Ireneo Sosa Martínez）和出生在阿苏尔的玛丽亚·德拉梅赛德斯·托莱多·高纳（María de las Mercedes Toledo Gaona）。

## 早年生涯
1895年10月8日，裴隆出生於阿根廷布宜诺斯艾利斯省的一个农民家庭。贝隆家族原本是西班牙人，在西班牙征服撒丁岛後定居在撒丁岛。他的曾祖父在19世纪30年代从撒丁岛移民至阿根廷。裴隆还有西班牙、英国和法国巴斯克人血统。他在16岁时进入军事学校学习。毕业后仕途顺利。1930年代，他作为军事观察员在意大利服役。1929年1月5日，裴隆与奥雷利娅·蒂松结婚，1938年奥雷利娅死于子宫癌。

## 發動政变奪權 (1943年－1944年)
1943年5月，作为阿根廷陆军上校的裴隆在军官联合小组发动的军事政变中扮演了重要角色，声名鹊起，取得政權。同年11月，他被任命为劳动和福利部长。

## 副总統 (1944年－1945年)
1944年2月，裴隆被任命为副总统及陆军部长，掌握軍政大權。
1945年10月9日，裴隆在军队内部的反对声中被迫辞职，并一度遭到逮捕。随即工会组织了大规模示威活动，10月17日，裴隆被释放，並成立工黨（正義黨前身）準備參加下屆總統選舉。出獄後不久他和伊娃·裴隆（即著名的裴隆夫人）结婚。在她的帮助下，裴隆在劳工和妇女团体中获得了更多的支持。

## 第一任总統 (1946年－1952年)
1946年2月24日举行的大选中，他代表工黨以56%的得票当选成為阿根廷总统。1946年6月4日，裴隆成为了总统。
裴隆上任后采取有利于工人阶级的政策。他大规模扩大了加入工会的工人数量，帮助建立了劳工总同盟，他提拔了工人阶级出生的官员进入他的内阁。他将此称为介于资本主义和社会主义之间的“第三位置”，后來被人称为“庇隆主义”，而劳工总同盟作為全國最大的工會，一直是正義黨的重要支持者。他致力于经济独立，反对美国和英国，没收了这两个国家在阿根廷的大量资产，並拒絕讓阿根廷加入關稅暨貿易總協定和國際貨幣基金組織，但亦強烈反對共產主義，提拔不少右翼軍官。他推動国家的工业化和國有化。在他第一次任期的头两年，裴隆将中央银行国有化，并偿还了阿根廷欠英格兰银行的数十亿美元债务；将铁路（大部分由英国和法国公司拥有）、商船、大学、公共事业、公共交通（当时主要是有轨电车）国有化。1947年，他颁布了旨在发展国有工业的第一个五年计划。他的思想成为了阿根廷裴隆主义的主流。1940年代后期，在他的允许下，阿根廷成为了纳粹战犯的避难地。但貝隆同時也支持猶太人，使阿根廷成為最早承認以色列的國家之一，阿根廷亦是猶太人在拉丁美洲最多居住的國家。
他在第一次任期内大大提高了劳动者的工资，并且建造了将近500,000栋新房，其中大部分是给低收入者的公寓。仅在1954年，就有近100,000栋楼房被兴建。裴隆政府的建造工程还包括一大批学校、医院、诊所等设施。
裴隆在任期間，拒绝了使用军队镇压同性恋者。他还下令警察和司法系统对同性恋者采取宽容态度。他改良了探戈，还使卖淫及離婚合法化，在當時仍較為保守的阿根廷社會，算是特殊。

## 第二任總統 (1952年－1955年)
1951年，裴隆順利获得连任。隨後伊娃于1952年死于子宫頸癌（一说白血病），年仅33岁。但是经济问题，政府高度的貪污腐败，以及与罗马天主教会之间的矛盾因為他支持離婚合法化，最终导致他在1955年9月的军事政变中被推翻，未能完成六年的總統任期。

## 流亡 (1955年－1973年)
被迫下台后，他先流亡到巴拉圭，后来在西班牙马德里定居，受當地的佛朗哥極右翼法西斯軍事獨裁政權保護。1961年，他与夜总会歌手伊莎貝爾·裴隆结婚。
1950年代到1960年代，阿根廷軍人和文人政府更迭频繁，裴隆在海外仍試圖操縱國內政治。阿根廷经济增长缓慢，社会动荡剧烈。1960年代后期至1970年代前期，政府未能使经济复苏，对亲裴隆的蒙東內羅斯（Montoneros）游击队打击不力，这些都为裴隆回国创造条件。1971年3月，拉努塞将军（Alejandro Lanusse）掌权并宣布将于1973年恢复民主宪政。

## 第三任总統 (1973年－1974年)
1973年3月11日，阿根廷再次举行了总统大选。不過，裴隆被排除在候选人之外，但是裴隆領導的正义党卻取得了胜利，正义党候選人坎波拉（Héctor Cámpora）当选总统。不久裴隆回國，結束18年流亡生涯。7月13日，坎波拉宣布辞职，为举行新一届大选铺平了道路。9月23日，裴隆再度当选总统。10月，他宣誓就职，其妻伊莎贝尔同时出任副总统。裴隆政权在极左与极右势力的冲突中生存，恐怖事件大量发生。政府不得不颁行一系列紧急法令以维持公共秩序。而裴隆健康也開始出現問題。

## 去世

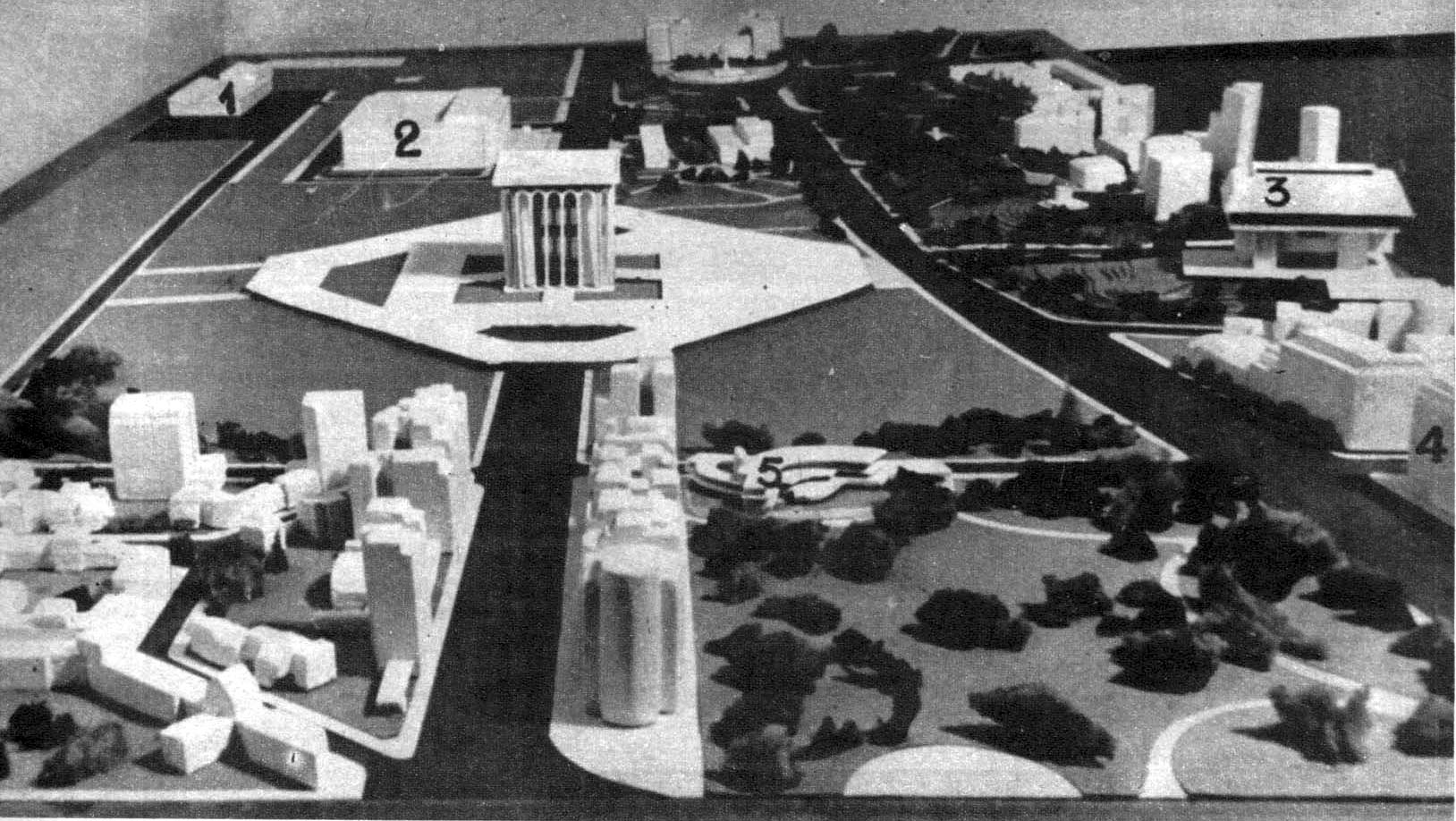
原先計畫要興建的祖國祭壇要作為裴隆和諸民族英雄的陵墓，因為伊莎贝尔·裴隆總統被推翻，戛然而止

1974年7月1日，裴隆逝世，享壽78歲。在任期間遺下的上述问题仍未解决。他的第三任妻子、阿根廷副总统伊莎贝尔·裴隆接任总统。1976年3月24日，她同樣被军事政变推翻。

## 墓地

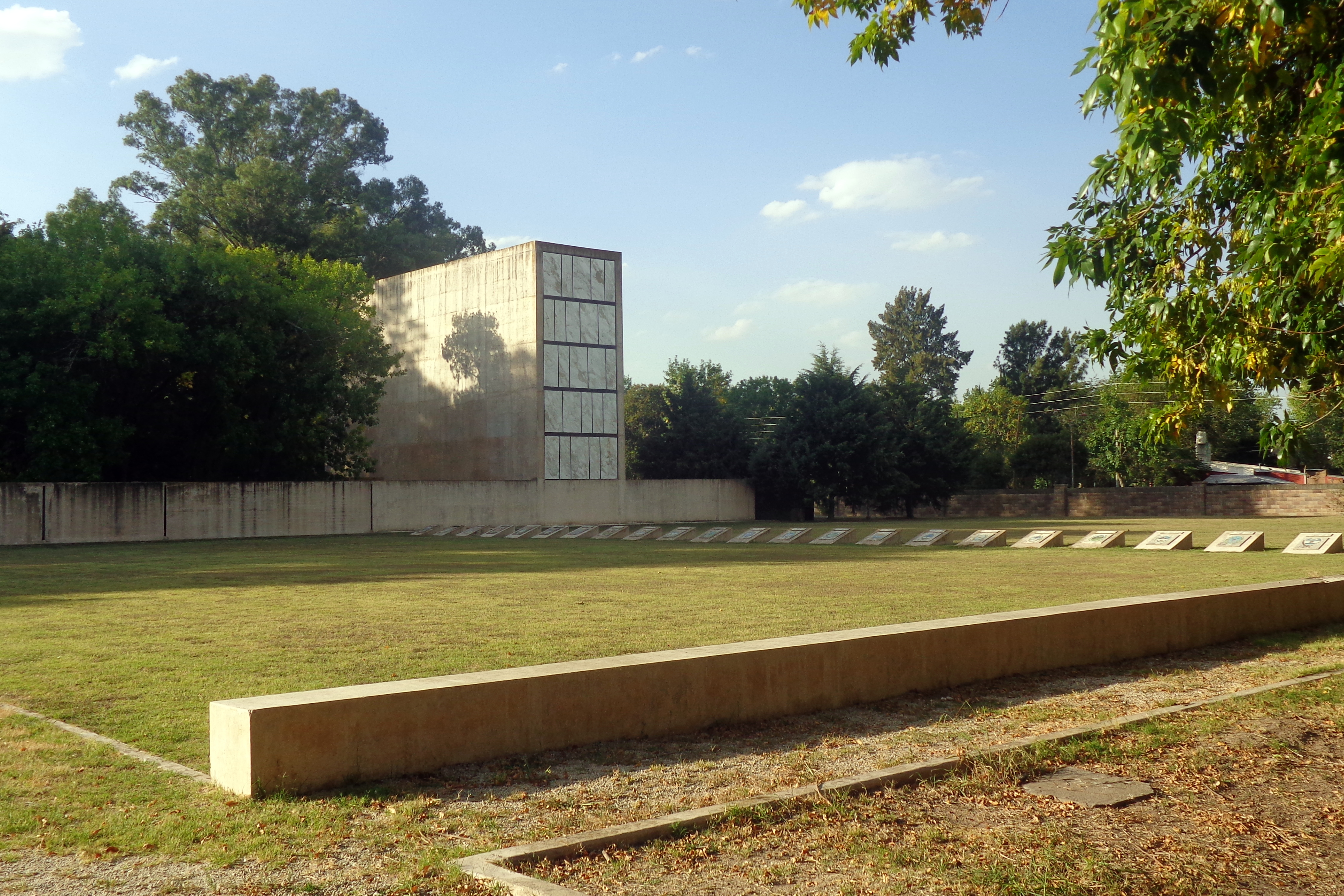
裴隆的陵寢

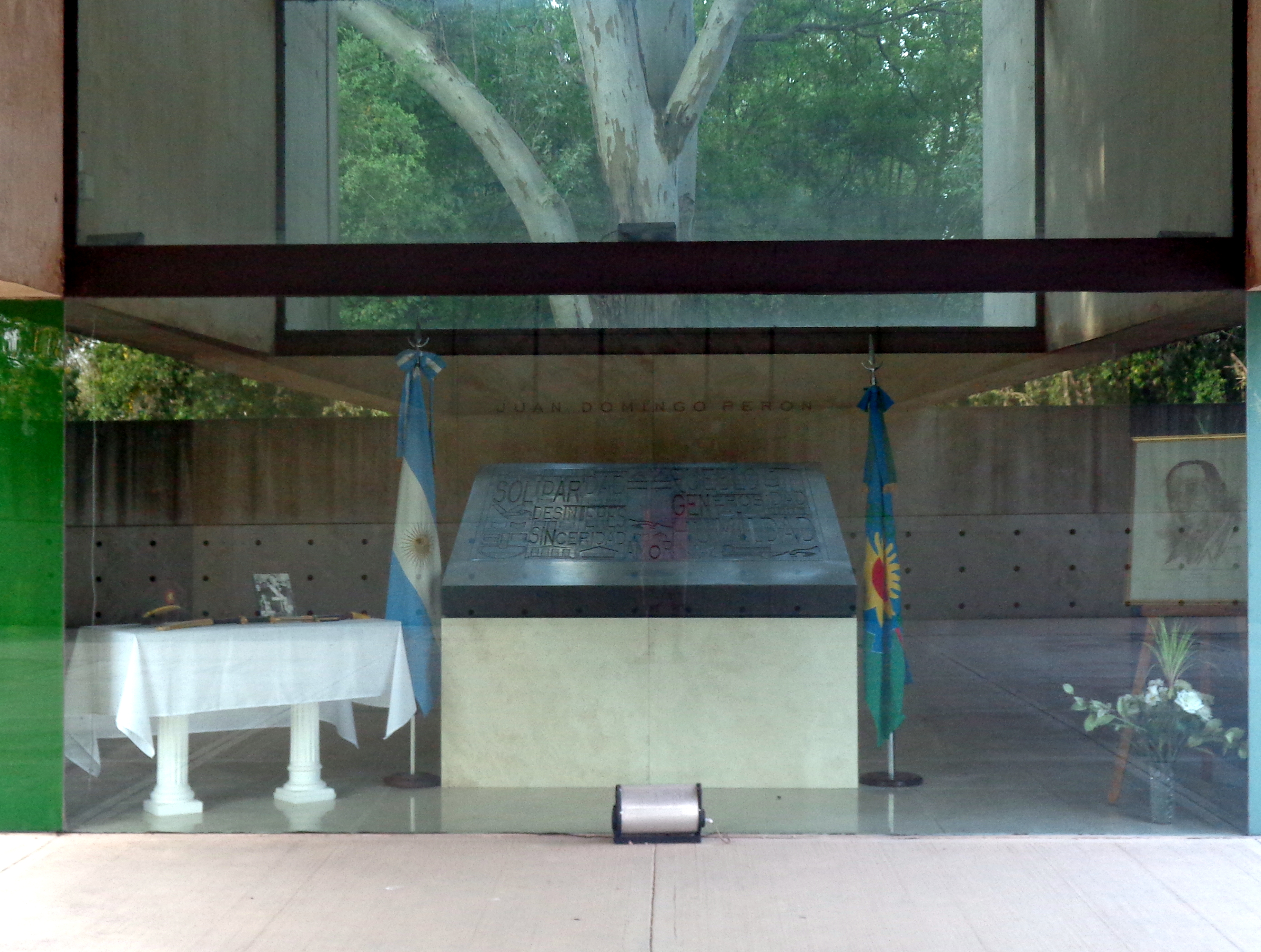
裴隆陵寢內的新墓

裴隆被安葬在布宜诺斯艾利斯。1987年，他的墓地遭盗掘，遗骨的双手不翼而飞。至今此案仍未破获。2006年10月17日，裴隆迁往布宜诺斯艾利斯市西南约64公里处的新墓，该墓地也是裴隆生前与伊莎贝尔·裴隆的一处住所。迁坟当日即有市民欢送，又有一些裴隆主義反对派表示抗议。但裴隆的遗体最终还是迁到了造价高达100万美元的新墓地，并且新墓地专门为伊莎贝尔·裴隆留出了空间，也就是说，两人合葬已经准备妥当，只等伊莎贝尔本人百年歸老。

## 著作
- 《庇隆讲话》1949
- 《庇隆的阿根廷》1973
- 《庇隆演讲》1973

## 外部連結
| 前任： 埃德尔米罗·朱利安·法雷尔 | 阿根廷总统 1946年–1955年   | 繼任： 爱德华多·洛纳迪 |
| 前任： 劳尔·阿尔韦托·拉斯蒂里   | 阿根廷总统 1973年–1974年   | 繼任： 伊莎贝尔·庇隆   |
| 前任： 埃德尔米罗·朱利安·法雷尔 | 阿根廷副总统 1944年–1945年 | 繼任： 胡安·皮斯塔里尼 |